# Nápolyi metró
A nápolyi metró (Metropolitana di Napoli) Nápoly földalatti vasúthálózata. Az első metróvonalat 1993-ban nyitották meg. A vonalak üzemeltetője a Metronapoli társaság. Addig a városi és elővárosi közlekedést négy helyi és az állami vasúttársaság bonyolította, melyeknek rossz összeköttetéseik voltak egymással.
Nápolyban két metróvonal létezik, az 1-es és a 6-os vonal. A 2-es, 3-as, 4-es, 5-ös vonal elővárosi gyorsvasút.

## Vonalak

### 1-es vonal

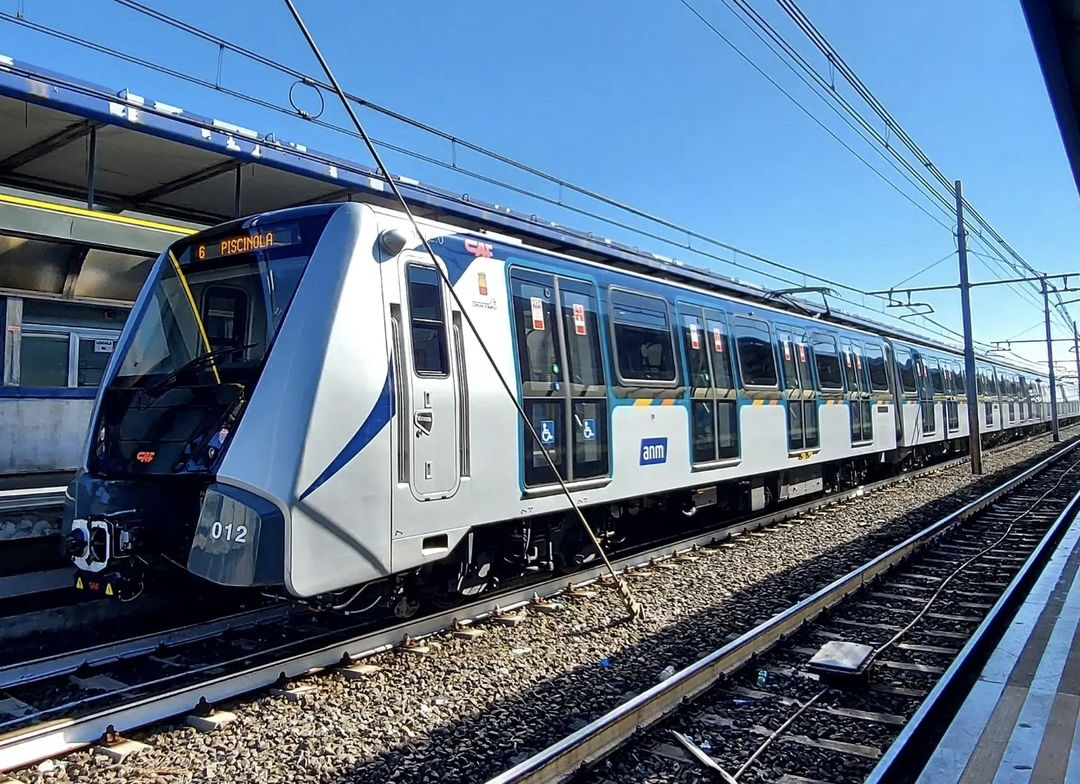
Jármű az 1-es vonalon

A város első metróvonala: Metropolitana Collinare (domboldali metró) vagy Metro dell’Arte (művészi metró) néven emlegetik. 1993-ban nyitották meg Colli Aminei és Vanvitelli állomások között majd 1995-ig m;g 8 km-rel meghosszabbították Piscinola-Scampia állomásig. A vonalat a Metronapoli S.p.a. üzemelteti. A szerelvényeket, melyek sebessége a 80 km/h-t is eléri, a Firema Transporti S.p.a. gyártotta. Kapacitásuk pedig kialakítástól függöen 860-1290 személy/szerelvény.Az állomások mindenikét egyedi, modern művészi alkotások díszítik, innen kapta a Metro dell’Arte megnevezést.
A pálya érdekessége, hogy a Vanvitelli domb alatt hurkot képez. A Salvator Rosa állomástól egy meredek (5,5%-os) alagúton keresztül éri el a Cilea, majd Vanvitelli állomásokat (innen a Metropolitana Collinare megnevezés). A Vanvitelli állomástól ismét felfele kapaszkodik, majd a Medaglie d’Oro tér alatt keresztezi saját magát. Legmagasabb állomása a Policlinico 268 m-rel a tengerszint felett. Innen egy viadukton halad tovább Piscinola-Scampia végállomásig.
| Állomás              |
| -------------------- |
| Piscinola – Scampia  |
| Chiaiano             |
| Frullone – San Rocco |
| Colli Aminei         |
| Policlinico          |
| Rione Alto           |
| Montedonzelli        |
| Medaglie d'Oro       |
| Vanvitelli           |
| Quattro giornate     |
| Salvator Rosa        |
| Materdei             |
| Museo                |
| Dante                |
| Toledo               |
| Municipio – Porto    |
| Università           |
| Duomo                |
| Garibaldi            |
| Centro Direzionale   |

### 6-os vonal

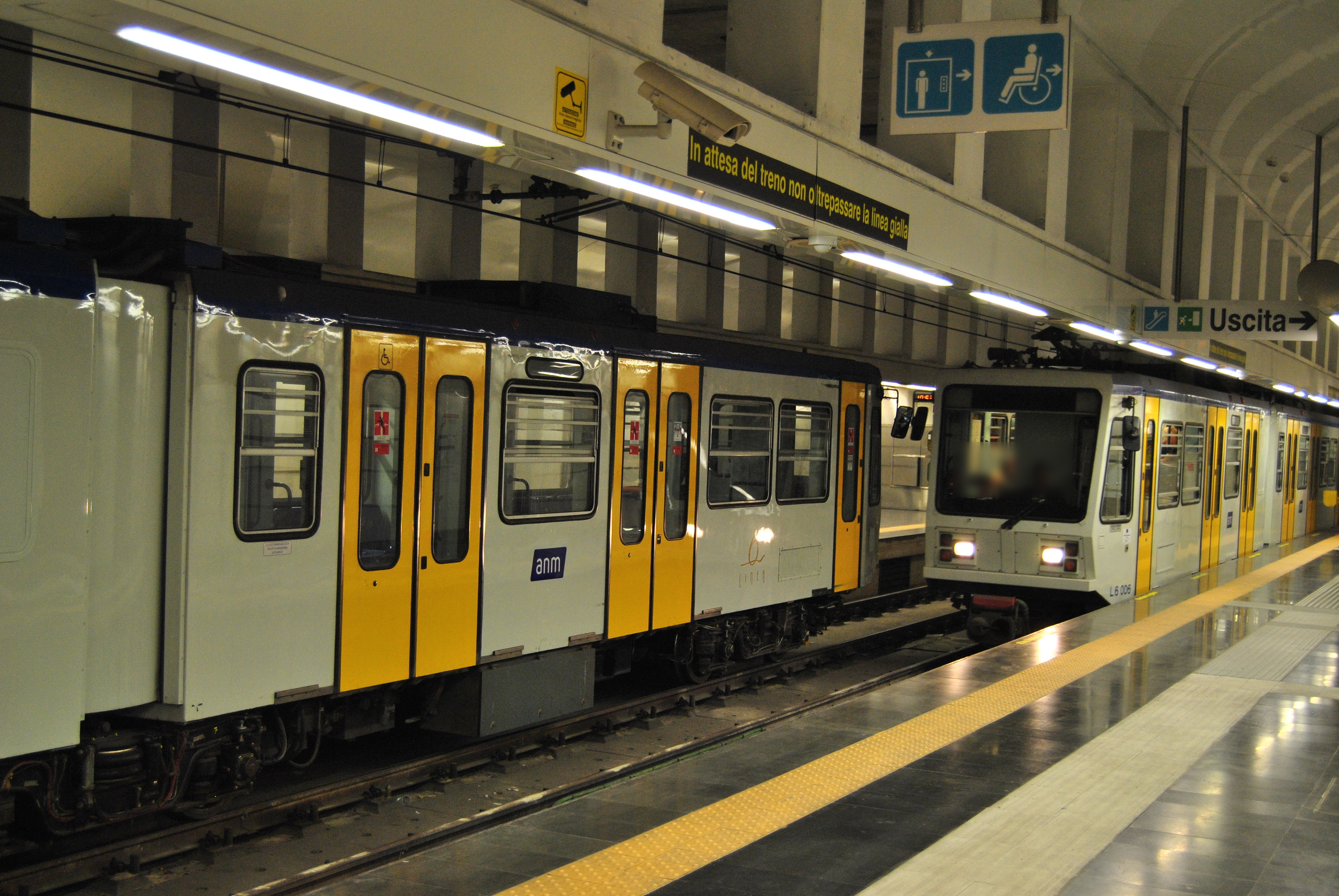
Jármű a 6-os vonalon

A 6-os vonal első szakasza 2007. február 7-én állt üzembe Mostra és Mergellina állomások között . A vonal hossza mindössze 2,3 km négy állomással (végállomásokkal együtt). A szerelvényeket az Ansaldobreda S.p.a. szállítja.
| Állomás      |
| ------------ |
| Municipio    |
| Chiaia       |
| San Pasquale |
| Arco Mirelli |
| Mergellina   |
| Lala         |
| Augusto      |
| Mostra       |

### 11-es vonal

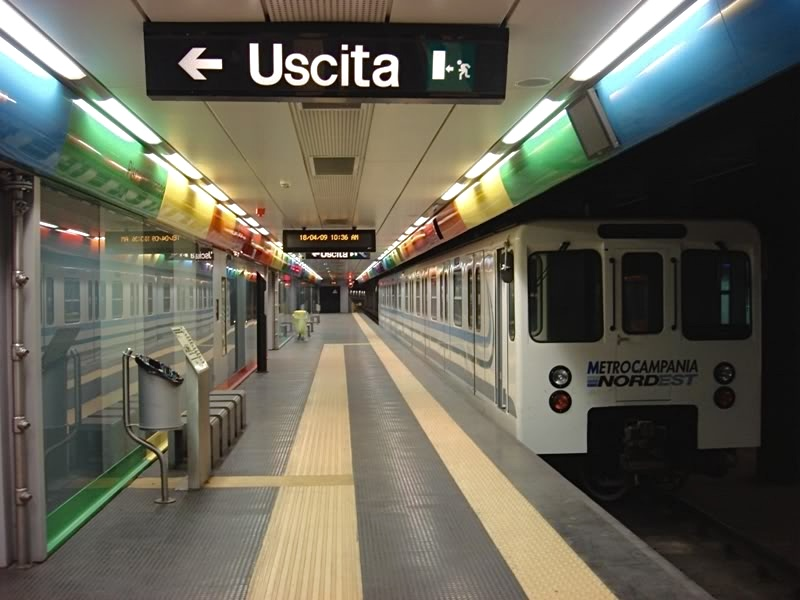
Jármű a 11-es vonalon

A 11-es vonal első szakasza 2005.
| Állomás             |
| ------------------- |
| Piscinola - Scampia |
| Mugnano             |
| Giugliano           |
| Melito              |
| Aversa Ippodromo    |
| Aversa Centro       |

## Forgalom
Az utasforgalom az elmúlt években az alábbi módon változott:
| Utasok száma | 38 100 000 | 41 000 000 | 41 000 000 |
|              | 2015       | 2018       | 2019       |